# 菊川百花
菊川 百花（きくかわ ひゃっか、生没年不詳）とは、江戸時代の浮世絵師。

## 来歴
菊川英山の門人で作画期は文化の頃とされ、英山の画風に似た肉筆美人画の作2点が知られる。

## 作品
- 「桃下遊女図」　紙本着色　東京国立博物館所蔵　※「洞湖堂景雄」との合作
- 「遊女図」　紙本着色　東京国立博物館所蔵